# Scellus tshernovskii
Scellus tshernovskii är en tvåvingeart som beskrevs av Stackelberg 1951. Scellus tshernovskii ingår i släktet Scellus och familjen styltflugor. Inga underarter finns listade i Catalogue of Life.